# کشیتی‌گربه
کشیتی‌گَربَه (سانسکریت: क्षितिगर्भ) که در زبان سانسکریت به معنای «گنجینهٔ زمین» است، یک بوداسف (کسی که در مسیر بودا شدن قرار گرفته) در آیین بودایی مهایانه است که به خاطر نذر خود برای نجات همه موجودات از رنج در قلمروهای دوزخی پس از مرگ بودا و قبل از ظهور بودای آینده، مایتریا، شناخته شده است. او اغلب به عنوان یک راهب بودایی با سر تراشیده، ردایی ساده و عصایی با حلقه‌های فلزی به تصویر کشیده می‌شود.
کشیتی‌گربه به عنوان بوداسف نجات، نماد شفقت و وفاداری است. او نذر کرده است که تا زمانی که حتی یک موجود زنده در قلمروهای دوزخین باقی مانده باشد، به نیروانا (رهایی کامل) وارد نشود. او به کسانی که در رنج و عذاب هستند کمک می‌کند و آنها را به سوی بیداری معنوی هدایت می‌کند.
کشیتی‌گربه در بسیاری از کشورهای آسیایی، به ویژه در چین و ژاپن، بسیار مورد احترام است. او اغلب به عنوان محافظ کودکان، مسافران، و زنان باردار شناخته می‌شود. همچنین، او به عنوان شفادهنده بیماری‌ها و ناتوانی‌ها مورد پرستش قرار می‌گیرد.
در آیین بودایی، کشیتی‌گربه به عنوان یک شخصیت مهم در تمرین مراقبه و توسعه شفقت و مهربانی مورد احترام است. او به پیروان خود می‌آموزد که چگونه با کمک به دیگران و کاهش رنج آنها، به رستگاری برسند.

## توصیف
کشیتی‌گربه، اگرچه در هند سرچشمه گرفته است، اما در چین و ژاپن بسیار محبوب شد. او به دلیل نذر خود برای نجات همه موجودات محکوم به جهنم، به عنوان نجات‌دهنده رنج‌دیدگان، در حال مرگ و کسانی که کابوس می‌بینند، مورد احترام است. در چین، او به عنوان حاکم دوزخ دیده می‌شود و وقتی کسی در حال مرگ است، از او کمک می‌خواهند. در ژاپن، او به خاطر شفقتش نسبت به درگذشتگان، به ویژه کودکان و جنین‌های سقط شده، مورد احترام است. تکریم گسترده او در آسیای مرکزی از تصاویر مکرر او بر روی پرچم‌های معابد آشکار است.
کشیتی‌گربه معمولاً به صورت یک راهب با سر تراشیده، هاله‌ای در اطراف سر و علامتی بین ابروهایش به تصویر کشیده می‌شود. او عصایی برای باز کردن دروازه‌های دوزخ و یک مروارید شعله‌ور برای روشن کردن تاریکی حمل می‌کند. او به دلیل توانایی‌اش در تجلی به اشکال مختلف برای کاهش رنج، اغلب به ویژه در ژاپن، در شش جنبه مختلف به تصویر کشیده می‌شود که هر کدام مربوط به یکی از شش قلمرو میل و هوس است.